# Cantón de Toul-Sur
El cantón de Toul-Sur era una división administrativa francesa, que estaba situada en el departamento de Meurthe y Mosela y la región de Lorena.

## Composición
El cantón estaba formado por quince comunas, más una fracción de la comuna que le daba su nombre:
- Bicqueley
- Blénod-lès-Toul
- Bulligny
- Charmes-la-Côte
- Chaudeney-sur-Moselle
- Choloy-Ménillot
- Crézilles
- Domgermain
- Gye
- Mont-le-Vignoble
- Moutrot
- Ochey
- Pierre-la-Treiche
- Sexey-aux-Forges
- Toul (fracción)
- Villey-le-Sec

## Supresión del cantón de Toul-Sur
En aplicación del Decreto nº 2014-261 de 26 de febrero de 2014, el cantón de Toul-Sur fue suprimido el 22 de marzo de 2015 y sus 16 comunas pasaron a formar parte; nueve del nuevo cantón de Toul, seis del nuevo cantón de Meine au Saintois y una del nuevo cantón de Neuves-Maisons.